# Sciapteryx consobrina
Sciapteryx consobrina är en stekelart som först beskrevs av Johann Christoph Friedrich Klug 1816.  Sciapteryx consobrina ingår i släktet Sciapteryx, och familjen bladsteklar. Arten är reproducerande i Sverige.